# Grajduri
Grajduri is een Roemeense gemeente in het district Iași.
Grajduri telt 3182 inwoners.